# Эшей
Эше́й (фр. Eycheil) — коммуна во Франции, находится в регионе Юг — Пиренеи. Департамент коммуны — Арьеж. Входит в состав кантона Сен-Жирон. Округ коммуны — Сен-Жирон.
Код INSEE коммуны — 09119.

## Население
Население коммуны на 2008 год составляло 526 человек.
| 1962 | 1968 | 1975 | 1982 | 1990 | 1999 | 2008 |
| ---- | ---- | ---- | ---- | ---- | ---- | ---- |
| 529  | 604  | 601  | 554  | 543  | 500  | 526  |

## Экономика
В 2007 году среди 322 человек в трудоспособном возрасте (15—64 лет) 241 была экономически активными, 81 — неактивными (показатель активности — 74,8 %, в 1999 году было 70,6 %). Из 241 активных работали 220 человек (115 мужчин и 105 женщин), безработных было 21 (14 мужчин и 7 женщин). Среди 81 неактивных 19 человек были учениками или студентами, 41 — пенсионерами, 21 была неактивными по другим причинам.

## Достопримечательности
- Церковь св. Иоанна Крестителя (XII век)
- Бумажная фабрика, построенная в 1875 году для производства сигаретной бумаги

## Фотогалерея

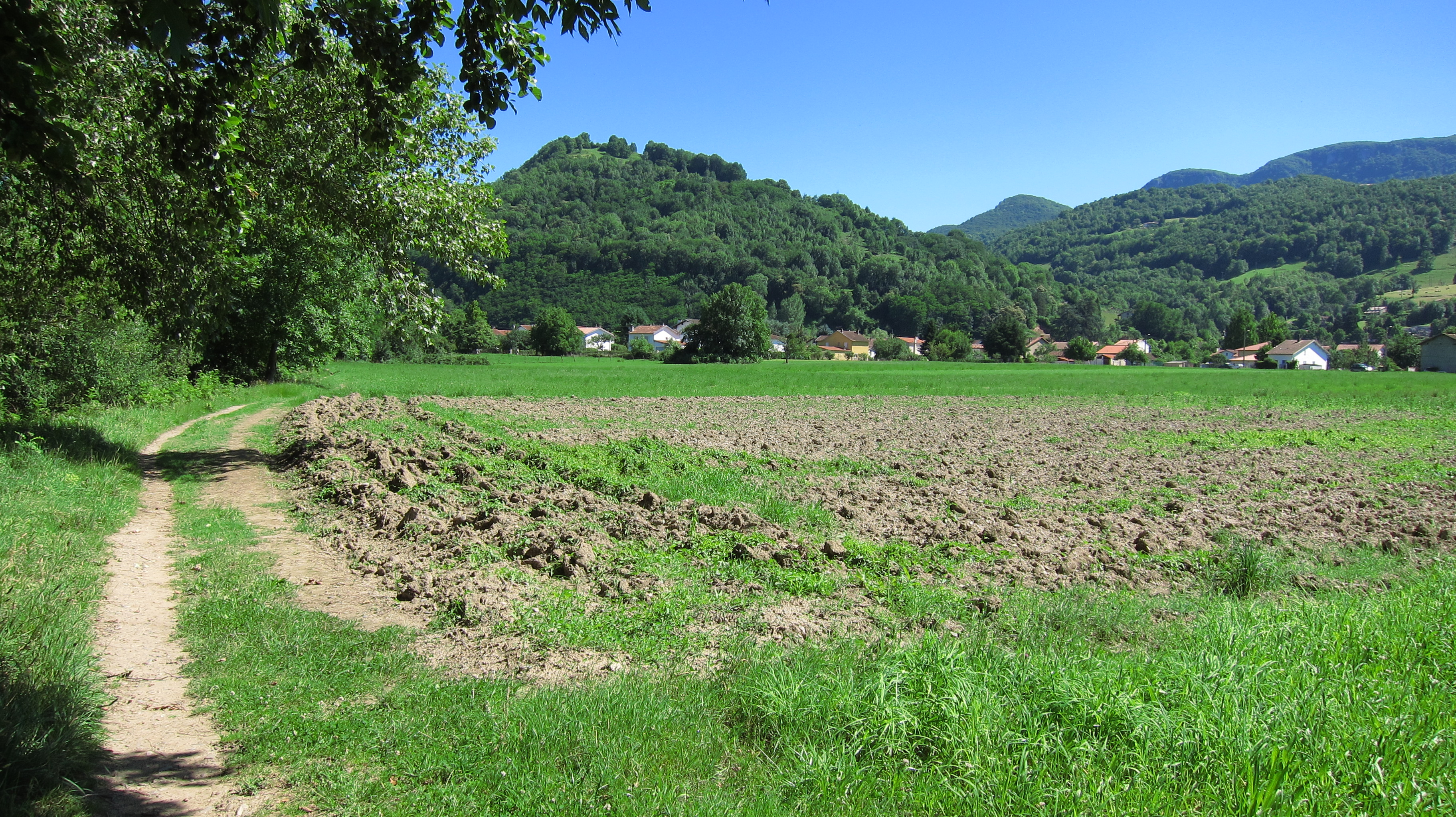
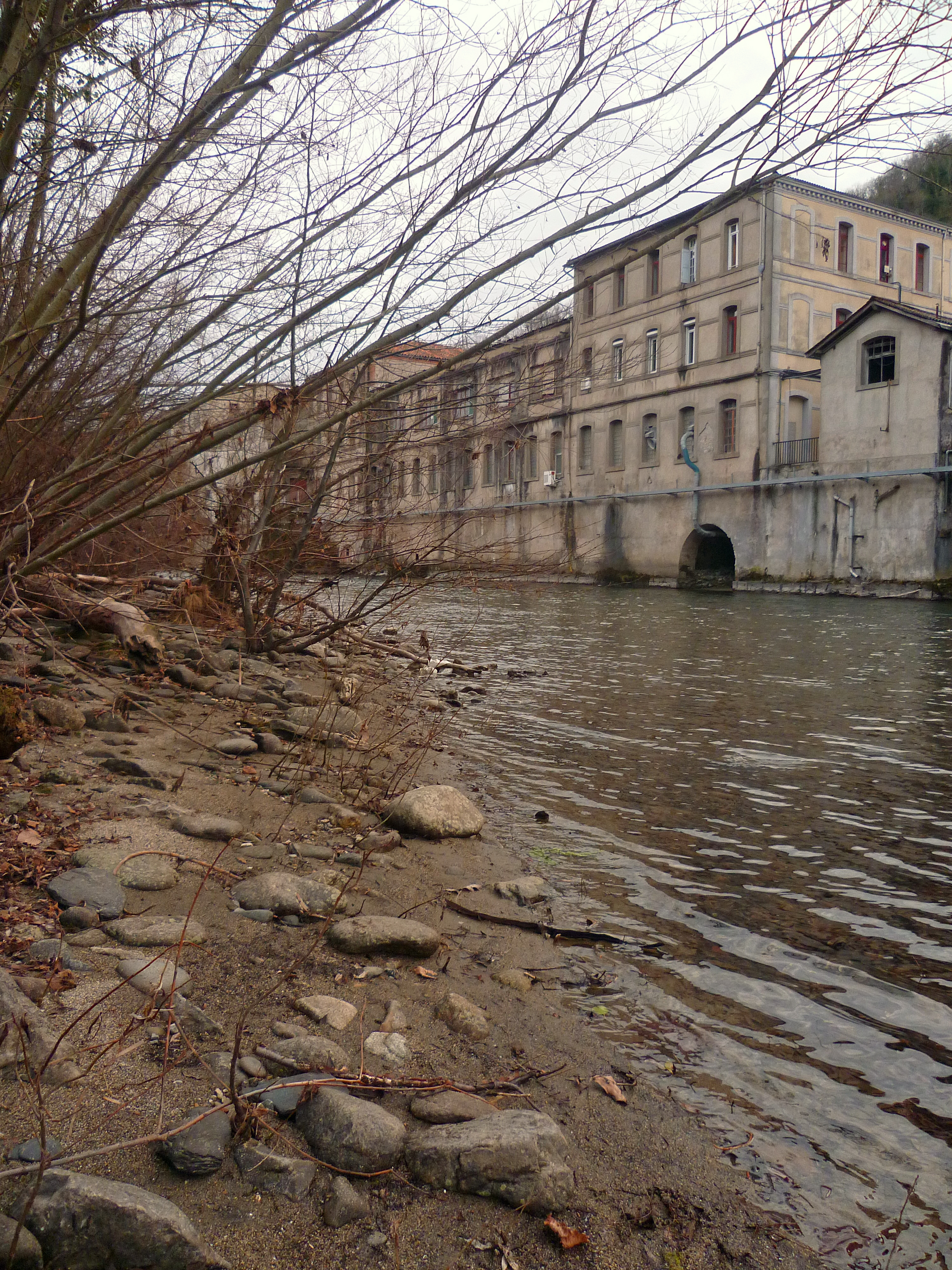
Бумажная фабрика
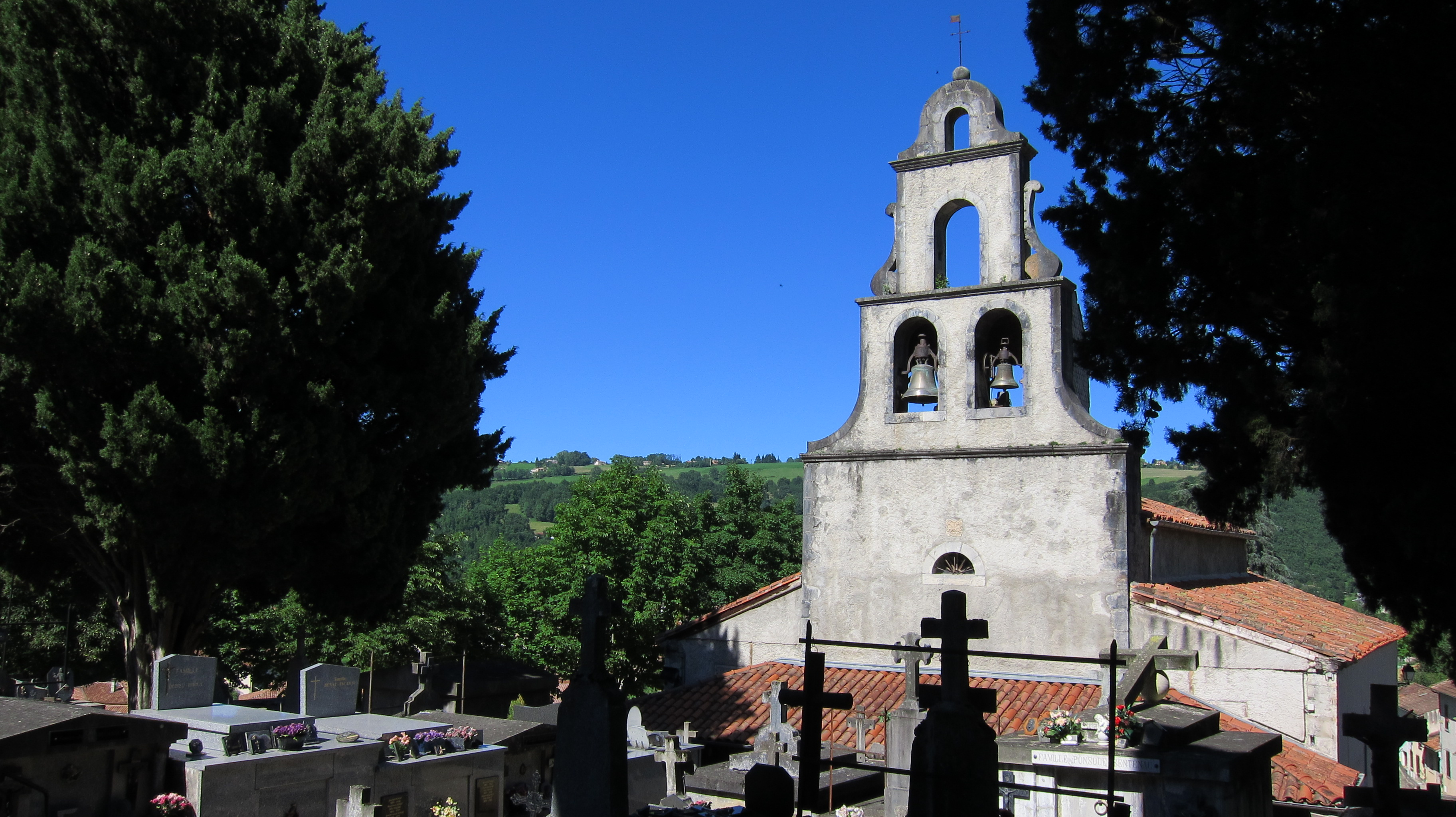
Церковь св. Иоанна Крестителя